# Ceromitia ochrotricha
Ceromitia ochrotricha là một loài bướm đêm thuộc họ Adelidae. Loài này có ở Nam Phi.